# Золотой глобус (премия, 1959)
16-я церемония вручения премии «Золотой глобус»

5 марта 1959 год
Лучший фильм (драма): 

«Не склонившие головы»
Лучший фильм (комедия): 

«Тётушка Мэйм»
Лучший фильм (мюзикл): 

«Жижи»
Лучший фильм, пропагандирующий мировое взаимопонимание: 

«Постоялый двор шестой степени счастья»
< 15-я Церемонии вручения 17-я >
16-я церемония вручения наград премии «Золотой глобус» за заслуги в области кинематографа за 1958 год состоялась 5 марта 1959 года.

## Победители и номинанты
| Победители выделены отдельным цветом. |

### Игровое кино
| Категории                                              | Фотографии лауреатов                                          | Победители и номинанты                                            |
| ------------------------------------------------------ | ------------------------------------------------------------- | ----------------------------------------------------------------- |
| Лучший фильм (драма)                                   |                                                               | • «Не склонившие головы» (продюсер: Стэнли Крамер)                |
| Лучший фильм (драма)                                   | • «Кошка на раскалённой крыше» (продюсер: Лоуренс Вайнгартен) |                                                                   |
| Лучший фильм (драма)                                   | • «Домой засветло» (продюсер: Мервин Лерой)                   |                                                                   |
| Лучший фильм (драма)                                   | • «Я хочу жить!» (продюсер: Уолтер Уэнгер)                    |                                                                   |
| Лучший фильм (драма)                                   | • «За отдельными столиками» (продюсер: Харольд Хехт)          |                                                                   |
| Лучший фильм (комедия)                                 |                                                               | • «Тётушка Мэйм» (продюсер: Мортон Дакоста)                       |
| Лучший фильм (комедия)                                 | • «Колокол, книга и свеча» (продюсер: Ричард Куин)            |                                                                   |
| Лучший фильм (комедия)                                 | • «Милый сэр» (продюсер: Стэнли Донен)                        |                                                                   |
| Лучший фильм (комедия)                                 | • «Я и полковник» (продюсер: Уильям Гетц)                     |                                                                   |
| Лучший фильм (комедия)                                 | • «Идеальный отпуск» (продюсер: Роберт Артур)                 |                                                                   |
| Лучший фильм (мюзикл)                                  |                                                               | • «Жижи» (продюсер: Артур Фрид)                                   |
| Лучший фильм (мюзикл)                                  | • «Чертовы янки» (продюсер: Стэнли Донен)                     |                                                                   |
| Лучший фильм (мюзикл)                                  | • «Юг Тихого океана» (продюсер: Бадди Одлер)                  |                                                                   |
| Лучший фильм (мюзикл)                                  | • «Мальчик-с-пальчик» (продюсер: Джордж Пал)                  |                                                                   |
| Лучший режиссёр                                        |                                                               | • Винсент Миннелли — «Жижи»                                       |
| Лучший режиссёр                                        | • Роберт Уайз — «Я хочу жить!»                                |                                                                   |
| Лучший режиссёр                                        | • Делберт Манн — «За отдельными столиками»                    |                                                                   |
| Лучший режиссёр                                        | • Стэнли Крамер — «Не склонившие головы»                      |                                                                   |
| Лучший режиссёр                                        | • Ричард Брукс — «Кошка на раскалённой крыше»                 |                                                                   |
| Лучшая мужская роль (драма)                            |                                                               | • Дэвид Нивен — «За отдельными столиками»                         |
| Лучшая мужская роль (драма)                            | • Тони Кёртис — «Не склонившие головы»                        |                                                                   |
| Лучшая мужская роль (драма)                            | • Роберт Донат — «Постоялый двор шестой степени счастья»      |                                                                   |
| Лучшая мужская роль (драма)                            | • Сидни Пуатье — «Не склонившие головы»                       |                                                                   |
| Лучшая мужская роль (драма)                            | • Спенсер Трэйси — «Старик и море»                            |                                                                   |
| Лучшая женская роль (драма)                            |                                                               | • Сьюзен Хэйворд — «Я хочу жить!»                                 |
| Лучшая женская роль (драма)                            | • Дебора Керр — «За отдельными столиками»                     |                                                                   |
| Лучшая женская роль (драма)                            | • Ширли Маклейн — «И подбежали они»                           |                                                                   |
| Лучшая женская роль (драма)                            | • Джин Симмонс — «Домой засветло»                             |                                                                   |
| Лучшая женская роль (драма)                            | • Ингрид Бергман — «Постоялый двор шестой степени счастья»    |                                                                   |
| Лучшая мужская роль (комедия или мюзикл)               |                                                               | • Дэнни Кей — «Я и полковник»                                     |
| Лучшая мужская роль (комедия или мюзикл)               | • Кларк Гейбл — «Любимец учителя»                             |                                                                   |
| Лучшая мужская роль (комедия или мюзикл)               | • Луи Журдан — «Жижи»                                         |                                                                   |
| Лучшая мужская роль (комедия или мюзикл)               | • Морис Шевалье — «Жижи»                                      |                                                                   |
| Лучшая мужская роль (комедия или мюзикл)               | • Кэри Грант — «Милый сэр»                                    |                                                                   |
| Лучшая женская роль (комедия или мюзикл)               |                                                               | • Розалинд Расселл — «Тётушка Мэйм»                               |
| Лучшая женская роль (комедия или мюзикл)               | • Лесли Карон — «Жижи»                                        |                                                                   |
| Лучшая женская роль (комедия или мюзикл)               | • Ингрид Бергман — «Милый сэр»                                |                                                                   |
| Лучшая женская роль (комедия или мюзикл)               | • Дорис Дэй — «Туннель любви»                                 |                                                                   |
| Лучшая женская роль (комедия или мюзикл)               | • Митци Гейнор — «Юг Тихого океана»                           |                                                                   |
| Лучшая мужская роль второго плана                      |                                                               | • Бёрл Айвз — «Большая страна»                                    |
| Лучшая мужская роль второго плана                      | • Гарри Гуардино — «Плавучий дом»                             |                                                                   |
| Лучшая мужская роль второго плана                      | • Дэвид Лэдд — «Гордый бунтарь»                               |                                                                   |
| Лучшая мужская роль второго плана                      | • Гиг Янг — «Любимец учителя»                                 |                                                                   |
| Лучшая мужская роль второго плана                      | • Ефрем Цимбалист мл. — «Домой засветло»                      |                                                                   |
| Лучшая женская роль второго плана                      |                                                               | • Гермиона Джинголд — «Жижи»                                      |
| Лучшая женская роль второго плана                      | • Пегги Касс — «Тётушка Мэйм»                                 |                                                                   |
| Лучшая женская роль второго плана                      | • Морин Стэплтон — «Одинокие сердца»                          |                                                                   |
| Лучшая женская роль второго плана                      | • Уэнди Хиллер — «За отдельными столиками»                    |                                                                   |
| Лучшая женская роль второго плана                      | • Кара Уильямс — «Не склонившие головы»                       |                                                                   |
| Лучший иностранный фильм                               |                                                               | • «Девушка и река» (продюсер: Клод Клерт)                         |
| Лучший иностранный фильм                               | • «Дорога длиною в год» (продюсер: Джузеппе Де Сантис)        |                                                                   |
| Лучший иностранный фильм                               | • «Розмари» (продюсер: Ролф Тил)                              |                                                                   |
| Лучший иностранный фильм                               | • «Гибель «Титаника»» (продюсер: Уильям Маккуитти)            |                                                                   |
| Лучший фильм, пропагандирующий мировое взаимопонимание |                                                               | • «Постоялый двор шестой степени счастья» (продюсер: Бадди Одлер) |
| Лучший фильм, пропагандирующий мировое взаимопонимание | • «Не склонившие головы»                                      |                                                                   |
| Лучший фильм, пропагандирующий мировое взаимопонимание | • «Я и полковник»                                             |                                                                   |
| Лучший фильм, пропагандирующий мировое взаимопонимание | • «Время любить и время умирать»                              |                                                                   |
| Лучший фильм, пропагандирующий мировое взаимопонимание | • «Молодые львы»                                              |                                                                   |
| Лучший дебют актёра                                    |                                                               | • Брэдфорд Диллман — «Уверенная улыбка»                           |
| Лучший дебют актёра                                    | • Джон Гэвин — «Время любить и время умирать»                 |                                                                   |
| Лучший дебют актёра                                    | • Ефрем Цимбалист мл. — «Жестокая дорога»                     |                                                                   |
| Лучший дебют актёра                                    | • Дэвид Лэдд — «Гордый бунтарь»                               |                                                                   |
| Лучший дебют актёра                                    | • Рики Нельсон                                                |                                                                   |
| Лучший дебют актёра                                    | • Рэй Стриклин — «Дом №10 по Северной улице Фредерик»         |                                                                   |
| Лучший дебют актрисы                                   |                                                               | • Линда Кристал                                                   |
| Лучший дебют актрисы                                   | • Сьюзан Конер                                                |                                                                   |
| Лучший дебют актрисы                                   | • Тина Луиз                                                   |                                                                   |
| Лучший дебют актрисы                                   | • Джоанна Бэрнс                                               |                                                                   |
| Лучший дебют актрисы                                   | • Кэрол Линли                                                 |                                                                   |
| Лучший дебют актрисы                                   | • Франс Нуйен                                                 |                                                                   |

### Телевизионные фильмы и сериалы
| Категории     | Фотографии лауреатов | Победители и номинанты                                                                          |
| ------------- | -------------------- | ----------------------------------------------------------------------------------------------- |
| Лучшее ТВ-шоу |                      | • «Шоу Энн Сотерн» • «Письмо к Лоретте» • «Шоу Рэда Скелтона» • «Городской тост» • «Ночное шоу» |

## Специальные премии
| Категории                 | Фотографии лауреатов          | Победители и номинанты                                                        |
| ------------------------- | ----------------------------- | ----------------------------------------------------------------------------- |
| Премия Сесиля Б. Де Милля |                               | • Морис Шевалье                                                               |
| Премия Генриетты          |                               | • Рок Хадсон — фаворит среди мужчин. • Дебора Керр — фаворитка среди женщин.  |
| Премия Сэмюэла Голдвина   |                               | • «Девушка и река» • «Гибель «Титаника»» • «Розмари» • «Дорога длиною в год»  |
| Премия Сэмюэла Голдвина   | • «Два глаза, двенадцать рук» |                                                                               |
| Специальная премия        |                               | • Дэвид Лэдд — за лучший юный актёр. • Ширли Маклейн — за универсальную роль. |